# Wierzbice Górne
Wierzbice Górne [vjɛʐˈbit͡sɛ ˈɡurnɛ] est un village polonais de la gmina de Repki dans le powiat de Sokołów et dans la voïvodie de Mazovie, au centre-est de la Pologne.
Il est situé à environ 16 kilomètres à l'est de Sokołów Podlaski et à 102 kilomètres à l'est de Varsovie.